# San Jorge y el dragón (Marten de Vos)
San Jorge y el dragón es una obra pictórica del artista flamenco Martín de Vos. Creada entre 1531 y 1603. Representa la icónica leyenda de la batalla entre San Jorge y el dragón para salvar a la doncella; se popularizó en la Leyenda áurea de Santiago de la Vorágine, durante la Edad Media.

## Descripción
La obra consta de dos cuadros de las mismas dimensiones cada uno (cuadro derecho y cuadro izquierdo). Al parecer son los extremos de lo que era originalmente un tríptico. En ellas se retrata la historia consignada por Santiago de la Vorágine en la Leyenda áurea, en la que salva a una doncella, hija de un rey libio, que había sido capturada por un dragón.
En la escena del cuadro derecho, San Jorge, jinete en un brioso caballo acorazado y lanzando al galope, viste armadura completa y lleva en ristre una larga lanza. El fondo es un profundo paisaje con rocas, río con un puente y masas de árboles.
En la escena del cuadro izquierdo completa el relato con el dragón en primer término, atravesada su cabeza por el extremo de la lanza del santo. En segundo término, la princesa admira la escena del cuadro derecho mientras que iba a ser devorada por el monstruo, semiarrodillada, en actitud recogida y sosteniendo de una cuerda un cordero como símbolo de castidad; tras ella, una edificación, desde la cual los padres de la doncella admiran las faenas del santo caballero. Volando por encima de la princesa, el arcángel Gabriel sostiene un escudo con la cruz de Malta y corona de laurel para el vencedor y, más arriba, casi de forma disuelto en la luz de gloria, Dios Padre, o Cristo, parece bendecir la escena.  En el fondo de paisaje, de lejanías azuladas, se advierte un castillo-palacio.
La leyenda de San Jorge (La leyenda del dragón), es parte de la La leyenda dorada, también es conocida como «San Jorge y el dragón», y es el probable origen de todos los cuentos de hadas sobre princesas y dragones en Occidente.
Debe tenerse en cuenta que la leyenda se relata en diversas partes de Europa (como por ejemplo el mito griego de Perseo) y Asia Menor como propia (e incluso en el Japón, donde se puede equiparar a Jorge con el dios del trueno Susano-oh, a la princesa con la doncella Kushinada y al dragón con Yamata-no-Orochi), así que los detalles varían según la tradición local.
La leyenda occidental medieval comienza con un dragón que hace un nido en la fuente que provee de agua a una ciudad. Como consecuencia, los ciudadanos debían apartar diariamente el dragón de la fuente para conseguir agua. Así que ofrecían diariamente un sacrificio humano que se decidía al azar entre los habitantes. Un día resultó seleccionada la princesa local.

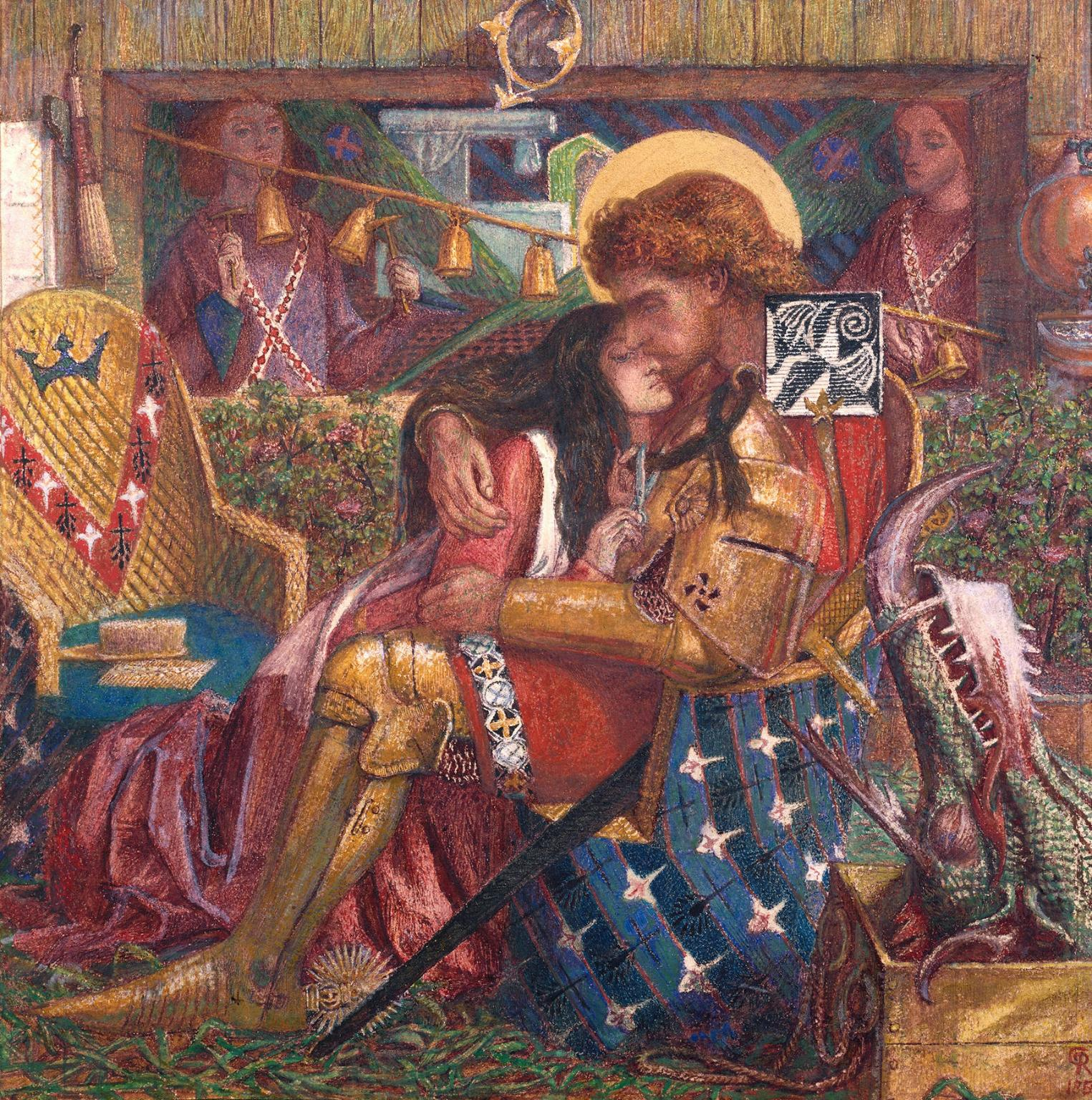
"Boda de San Jorge y la princesa Sabra", 1857. Rossetti.

En algunas historias aparece el rey, su padre, pidiendo por la vida de su hija, pero sin éxito. Cuando estaba a punto de ser devorada por el dragón, aparece Jorge en uno de sus viajes (a menudo a caballo), se enfrenta con el dragón, lo mata y salva a la princesa. Los agradecidos ciudadanos abandonan el paganismo y abrazan el cristianismo.
La historia, antiguamente considerada verdadera, ha sido abandonada progresivamente. Por otra parte, pocos dudan de que contenga un rico simbolismo religioso, para el que se han propuesto diversas interpretaciones.
- Una antigua interpretación cristiana del mito: Jorge sería el creyente, el caballo blanco la Iglesia y el dragón representaría el paganismo, la idolatría, la tentación y Satanás.

- Algunos historiadores laicos consideran que la historia tiene raíces más antiguas que las cristianas. En Capadocia, como una de las primeras regiones en adoptar al santo, puede que haya habido una integración de elementos paganos. Un candidato a predecesor de Jorge de Capadocia es el dios Sabacio, padre celestial de los frigios, conocido como Sabazius por los romanos. Evidentemente su imagen a caballo arrollando a una serpiente es el origen de la popular imagen de San Jorge sobre un caballo blanco.

- Por otra parte, la historia de Jorge y el dragón tiene muchos elementos comunes con el antiguo mito griego de la princesa etíope Andrómeda y su salvador y posterior esposo Perseo, vencedor de la gorgona Medusa. En ambos casos hay un dragón / gorgona con su decapitación, una princesa y una recompensa, en un caso el matrimonio, en el otro la conversión de la ciudad. Algunas de las leyendas sobre Jorge y el dragón sitúan la acción en Libia (antiguamente, toda África del norte al oeste de Egipto), es decir, la acción en ambos casos se sitúa en distantes reinos «mágicos».

- Finalmente, el origen podría estar en una manifestación alternativa de Miguel Arcángel, que está al frente de las huestes celestiales.

Al final en la composición de ambos cuadros Martin de Vos, muestra los inconfundibles rostros redondos y sonrojados tanto en la princesa como en el ángel, de igual forma que las delicadas lejanías de paisaje con arquitecturas remotamente clásicas que parecen en parte coincidentes con ciertos grabados de su contemporáneo Vredeman de Vries, y aparece también en muchas de sus composiciones.

## Estilo
En sus obras, Marten de Vos demuestra una mezcla de manierismo y realismo; como en otros cuadros, hace uso de los paisajes de Venecia para ilustrar sus obras. Hace uso de la azurita, tan tradicional en la cromía del arte manierista.